# Мукан-каган
Мукан-каган (др. тюрк. ‏𐰢𐰆𐰴𐰣𐰴𐰍𐰣‎; кит. упр. 木杆可汗, пиньинь mugankehan, палл. Мугань кэхань, устар. Муюй-хан Кигинь; личное имя кит. упр. 阿史那俟斤, пиньинь ashinasijin, палл. Ашина Сыцзинь, также 燕都 — Яньду) — второй сын Бумын-кагана, тюркский каган с 553 по 572 годы. При нём Тюркский каганат расширил свои границы от Жёлтого до Чёрного моря, став крупнейшей империей из всех существовавших до того.

## Вступление на престол. Реформы
В начале 553 года после смерти при загадочных обстоятельствах прежнего кагана Кара Иссык Хана его сын Шету был отстранён от престолонаследия и каганом стал второй сын Бумын-кагана Кушу, принявший имя Мукан-каган. По китайским источникам Мукан-каган обладал вытянутым красным лицом и блестящими глазами; по характеру он был твёрд, любил войну и обладал ясным умом.

При Мукан-кагане были учреждены порядок престолонаследия (наследовал не сын отцу, а младший брат старшему и старший племянник младшему дяде) и административно-территориальное деление каганата (на четыре удела).

## Окончание войны сжужанямив 553-556 годах
По наследству от своих отца и старшего брата Мукан приобрёл вражду с Жужаньским каганатом, война с которым шла с 551 года. В конце осени 553 года он нанёс жужаням решающее поражение, после чего в начале 554 года их остатки во главе с каганом Дыншуцзы переместились в Бэй Ци под покровительство императора Вэнь Сюань-ди, который отбил нападение преследовавших их тюркских отрядов.

Уже летом 555 года жужани, занимавшиеся грабежами на земле своих союзников, были изгнаны из Бэй Ци в степь, где тюркские войска нанесли им очередное поражение. В 556 году Дыншуцзы попросил прибежища в Си Вэй, но сразу же был выдан послу Мукан-кагана вместе с тремя тысячами жужаней. Массовая казнь пленников (кагана и всех взрослых мужчин) поставила точку в войне.

## Войны на западе 554-571 годов
Разгром и завоевание Жужаньского каганата сделало Мукан-кагану имя на международной арене. Предложение Ирана о союзе против государства эфталитов стало поводом для снаряжения в поход на запад большой армии под руководством дяди кагана ябгу Истеми. Итогом завоевательных войн стало подчинение тюрками усуней, нушиби, дулу, абаров, Хотана, Хорезма, княжеств Семиречья и Согда, уничтожение государства эфталитов, разгром и изгнание из Приуралья хионитов, вар и огоров, подчинение хазар, утигуров и Алании. Тюркский каганат вступил в тесные взаимоотношения с Ираном и Византией, извлекая выгоду из их вражды.

## Завоевание сопредельных территорий в 554-556 годах
В 554 году Мукан-каган во время похода на север подчинил кыргызов, чиков и дошёл до Саян, но переходить горы не стал.

На востоке тюрки распространили свою власть на разгромленных Бэй Ци киданей, а также татабов и отуз-татар, дойдя до Жёлтого моря.

В 556 году, в рамках дружественных отношений с выдавшим жужаней Си Вэй, Мукан-каган направил совместно с союзниками армию против Тогона. Тогонцы бежали в горы Наньшань, а тюркская армия взяла столицу Шудунь и городок Хэмчен.

## Война с Бэй Ци 563-564 годов
В начале 560-х годов Китай был разделён на четыре части, в каждой из которых правил свой император. Двумя сильнейшими империями были Бэй Чжоу (на территории бывшего Си Вэй) и Бэй Ци, непосредственно граничившие с Тюркским каганатом. В 561 году в столицу каганата прибыли посольства из обеих империй, стремившихся к заключению союза с Мукан-каганом (предлогом было прошение руки дочери кагана обоими императорами: У-ди и У Чэн-ди). Мукан принял решение продолжить прежние отношения с западным Китаем, несмотря на богатые дары, предлагаемые Бэй Ци.

Зимой 563 года, намереваясь возместить неполученные подношения военными трофеями, Мукан-каган совместно с войсками Бэй Чжоу, которыми руководил Ян Цзянь (будущий первый император Суй), осадил вторую столицу Бэй Ци Цзиньян. Решив, что война затянулась, каган разграбил цисские земли и вернулся в степь, чем очень разозлил китайское командование, но У-ди решил не ссориться с ним, несмотря на вынужденное отступление своих армий.

Зимой 564 года Мукан, посоветовав У-ди продолжить войну, снова двинулся в Бэй Ци. Армии союзников должны были встретиться для атаки Лояна, однако одна из чжоусских армий была разбита и тюрки приняли решение отступить.

В дальнейшем Мукан не принимал участие в войнах Бэй Чжоу и Бэй Ци, хотя и продолжил политику союза с западным Китаем, отвергнув предложение о союзе с Бэй Ци.